# Лушино (Крым)
Лу́шино (до 1948 года Дува́новка; укр. Лушине, крымскотат. Duvan, Дуван) — село в Сакском районе Республики Крым, входит в состав Столбовского сельского поселения (согласно административно-территориальному делению Украины — Столбовского сельского совета Автономной Республики Крым).

## Население
| 2001 | 2014 |
| ---- | ---- |
| 393  | ↘214 |

Всеукраинская перепись 2001 года показала следующее распределение по носителям языка
| Язык             | Процент |
| ---------------- | ------- |
| русский          | 69.47   |
| украинский       | 15.27   |
| крымскотатарский | 13.49   |
| другие           | 1.27    |

### Динамика численности
| - 1889 год — 52 чел. - 1900 год — 35 чел. - 1915 год — 128 чел. - 1926 год — 93 чел. - 1989 год — 410 чел. | - 2001 год — 393 чел. - 2009 год — 357 чел. - 2014 год — 214 чел. |

## Современное состояние
На 2016 год в Лушино числится 6 улиц; на 2009 год, по данным сельсовета, село занимало площадь 10 гектаров, на которой в 117 дворах числилось 357 жителей, действуют библиотека, фельдшерско-акушерский пункт. Село связано автобусным сообщением с Евпаторией и соседними населёнными пунктами.

## География
Лушино — село на севере района, в степном Крыму, на стыке с границами Первомайского и Раздольненского районов, высота центра села над уровнем моря — 99 м. Соседние сёла: пгт Новосёловское Раздольненского района в 4 км на северо-восток и Столбовое — в 6,5 км на юг. Расстояние до райцентра — около 47 километров (по шоссе), ближайшая железнодорожная станция — Евпатория в 32 км. Транспортное сообщение осуществляется по региональной автодороге 35К-015 Раздольное — Евпатория (по украинской классификации — Т-01-11).

## История
Впервые в доступных источниках Дувановка встречается в «Памятной книге Таврической губернии 1889 года», по результатам Х ревизии 1887 года, согласно которой в деревне Дуванка Чотайской волости Евпаторийского уезда числилось 8 дворов и 52 жителя.
Земская реформа 1890-х годов в Евпаторийском уезде прошла после 1892 года, в результате Дувановку приписали к Кокейской волости.
По «…Памятной книжке Таврической губернии на 1900 год» в усадьбе числилось 35 жителей в 13 дворах. По Статистическому справочнику Таврической губернии. Ч.II-я. Статистический очерк, выпуск пятый Евпаторийский уезд, 1915 год, в экономии Дувановка Кокейской волости Евпаторийского уезда числился 1 двор без приписных жителей, но со 128 «посторонними», из которых 109 мужчин и 19 женщин. В экономии числилось 4000 десятин удобной земли. В хозяйстве имелось 120 лошадей, 140 волов, 65 коров и 1435 голов мелкого скота.
После установления в Крыму Советской власти, по постановлению Крымревкома от 8 января 1921 года № 206 «Об изменении административных границ» была упразднена волостная система и село вошло в состав Евпаторийского района Евпаторийского уезда, а в 1922 году уезды получили название округов. 11 октября 1923 года, согласно постановлению ВЦИК, в административное деление Крымской АССР были внесены изменения, в результате которых округа были отменены и произошло укрупнение районов — территорию округа включили в Евпаторийский район. Согласно Списку населённых пунктов Крымской АССР по Всесоюзной переписи 17 декабря 1926 года, в артели «Первое Мая» (созданной на базе экономии), Джелалского сельсовета Евпаторийского района, числилось 55 дворов, все некрестьянские, население составляло 93 человека, из них 55 русских, 12 украинцев, 6 татар, 6 немцев, 1 белорус, 1 еврей, 12 записаны в графе «прочие» (на километровой карте Генштаба 1941 года подписана как совхоз Первомайский). После создания 15 сентября 1931 года еврейского национального района (лишённого статуса национального постановлением Оргбюро ЦК КПСС от 20 февраля 1939 года) Фрайдорфского района (переименованного в 1944 году в Новосёловский) Дувановку включили в его состав.
После освобождения Крыма от фашистов, 12 августа 1944 года было принято постановление № ГОКО-6372с «О переселении колхозников в районы Крыма» и в сентябре 1944 года в район приехали первые новосёлы (150 семей) из Киевской и Каменец-Подольской областей, а в начале 1950-х годов последовала вторая волна переселенцев из различных областей Украины. С 25 июня 1946 года — в составе Крымской области РСФСР. Указом Президиума Верховного Совета РСФСР от 18 мая 1948 года Дувановку переименовали в Лушино. 25 июля 1953 года Новосёловский район был упразднен, и село включили в состав Сакского. 26 апреля 1954 года была передана из состава РСФСР в состав УССР. Время включения в состав Кольцовского сельсовета пока не установлено: на 15 июня 1960 года село уже числилось в его составе. Указом Президиума Верховного Совета УССР «Об укрупнении сельских районов Крымской области», от 30 декабря 1962 года село присоединили к Евпаторийскому району. 1 января 1965 года, указом Президиума ВС УССР «О внесении изменений в административное районирование УССР — по Крымской области», Евпаторийский район был упразднён и село включили в состав Сакского (по другим данным — 11 февраля 1963 года). В 1971 году был образован птицесовхоз «Токаревский», Лушино стало его 2-м отделением, видимо, тогда же Лушино переподчинили Столбовскому сельсовету. По данным переписи 1989 года в селе проживало 410 человек. С 12 февраля 1991 года село в восстановленной Крымской АССР, 26 февраля 1992 года переименованной в Автономную Республику Крым. С 21 марта 2014 года в составе Крыма аннексировано Россией.